# 바이러스체
바이러스체, 혹은 바이롬(Virome)은 특정 생태계나 통생명체에 서식하는 바이러스들의 유전정보를 한데 묶어 부르는 말이다. 바이러스와 게놈의 합성어로, 바이러스의 샷건 메타게놈 시퀀싱을 설명하며 처음으로 사용되었다. 모든 대형생물은 각자 박테리오파지 및 바이러스를 포함하는 바이러스체를 가지고 있다. 영양소와 에너지 순환, 면역의 발달, 용원성 생활사 전환에 중요한 역할을 한다.

## 역사
바이러스체는 현재 군유전체학 연구법으로 구분되는 집단 샷건 시퀀싱의 첫 번째 결과물이다. 2000년대에 로워(Rohwer) 연구실은 해수, 해양 침전물, 성인과 유아의 대변, 흙, 혈액으로부터 바이러스체를 시퀀싱하였다. 이 연구팀은 이후 싱가포르 유전체기관(GIS, Genomic Institute of Singapore)와 협업하여 RNA 바이러스체도 처음으로 시퀀싱한다. 현재 바이러스의 유전자가 굉장히 다양하며, 그 다양성의 대부분은 아직 제대로 파악되지 않고 있다. 이를 해결하기 위해 마이코박테리아 파지 등 다양한 파지 개체의 서열을 분석하는 프로젝트가 진행되었다.

## 연구방법
바이러스체를 연구하기 위해서는 우선 세포로부터 바이러스 유사입자를 분리해야하는데, 이 과정은 여과, 원심분리법, 효소를 통한 부유 핵산 제거 등으로 이루어진다. 군유전체학적 방법을 통해 이렇게 분리된 바이러스의 유전체들의 서열을 분석한다. 최근에는 계산적 분석방법이 많이 사용되고 있다.
대표적인 데이터베이스로는 전세계의 해수로부터 150개의 시료 만들어 심층 서열 분석한 내용인 Global Ocean Viromes (GOV)가 있다.

## 군유전체학

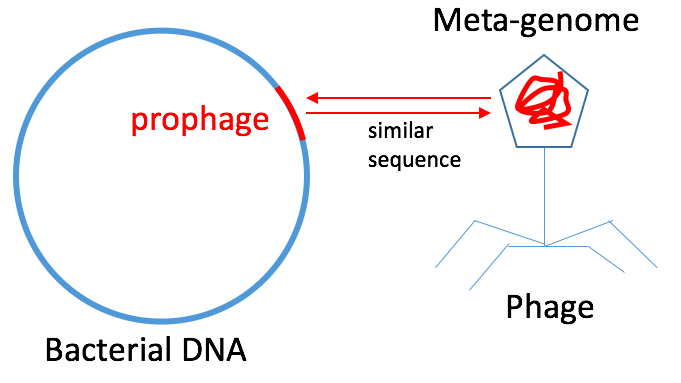
군유전체로부터 파지의 염기서열과 대조를 통해 파지의 유전체를 구분할 수 있다.

전 세계 3,042개 장소에서 채취한 시료만 해도 5Tb가 넘는 양인데, 현재 이를 기반으로 바이러스의 분포, 계통학, 숙주 친화성에 대한 연구가 이루어지고 있다. 2016년 8월, 계산적 방법을 통해 12만 5천개가 넘는 DNA 바이러스체 조각으로부터 지금까지 알려진 모든 파지들보다 더 큰 파지를 검출하였다.
크리스퍼-Cas로 대표되는 원핵생물의 면역계는 이전에 자신을 감염시켰던 파지의 유전체 조각 "도서관(library)"를 프로토스페이서로 잡아둔다. 실제로 미생물의 유전체에서 분리된 스페이서의 서열은 군유전체적 바이러스 콘티그(mVC)와 대조한 결과 4.4%가 바이러스군에서, 1.7%가 개체에서 비롯된 것(singleton)으로 밝혀졌다.
바이러스의 tRNA 유전자가 숙주에서 기인할 것이라는 가설을 확인한 결과 7.6%가 숙주에서 기원한 것으로 확인되었다. 또한 같은 연구에서 숙주-바이러스 관계로 추정되는 후보들 중 9,992개를 분석한 결과 7.7%의 mVC가 숙주와 일치함 역시 알려졌다. 이를 통해 이전에는 알려지지 않았던 숙주-바이러스 관계들이 밝혀졌으며, 이전에 연관된 어떤 바이러스도 알지 못했던 16개의 원핵생물문들의 숙주관계가 새로이 알려졌다.

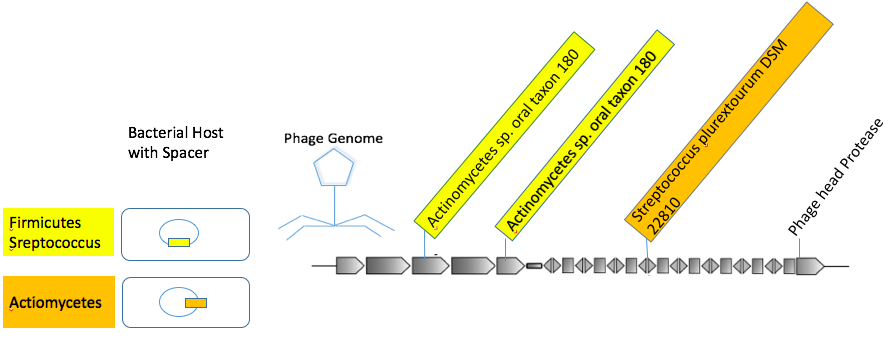
사람의 구강에서 채취한 mVC상의 세 프로토스페이서가 서로 다른 세 문의 CRISPR 스페이서와 유사하다.

또한 인간의 구강에서 채취한 바이러스들의 군유전체적 콘티그들을 분석한 결과 방선균이나 후벽균의 스페이서와 일치하는 프로토스페이스를 확인할 수 있었고, 이로써 사람에게 존재하는 바이러스들의 또다른 숙주관계를 확인할 수 있었다.
2017년 1월에는 가장 큰 공공 바이러스 데이터베이스인 IMG/VR 시스템이 265,000개의 군유전체 및 개개 바이러스 서열을 저장하고 있음이 알려졌다. 2018년 11월에는 IMG/VR v.2.0이 출현하면서 저장된 서열이 760,000개로 확대되었다. 이를 통해 바이러스의 서열과 바이러스체의 서열을 비교 대조할 수 있다.